# Climat de l'Algérie

Carte climatique de l'Algérie.

Le climat de l'Algérie est varié, du fait de sa grande superficie(2 381 741 km2) : la partie nord possède un climat méditerranéen (Classification de Köppen Csa), alors que le reste du pays possède en majorité un climat désertique (Classification de Köppen BWh et BWk). Cependant entre ces deux grands types de climats, existent des climats de transition, notamment le climat semi-aride (Classification de Köppen BSk et BSh à l'est) qui correspond à un climat méditerranéen avec une sécheresse ne se limitant plus uniquement à la saison estivale mais à une bonne partie de l'année mais aussi un climat méditerranéen aux influences montagnardes, un petit plus continental. Néanmoins, l'Algérie est un pays de la zone subtropicale où le climat dominant est chaud et sec.
Le centre de climatologie de l'Algérie est sous la responsabilité de l'Office national de météorologie.

## Climats régionaux
Le long de la côte méditerranéenne septentrionale du pays, le climat est typiquement méditerranéen avec des étés chauds et secs mais avec des hivers doux et pluvieux. Les précipitations sont plus rares dans la partie ouest, notamment à Oran où elles vacillent entre 330 mm et 400 mm par an, et par conséquent, le paysage est plus aride dans la région, alors que celles-ci deviennent abondantes dans les zones centrales et orientales, notamment à Alger, où elles fluctuent entre 600 mm et 800 mm. La plupart des précipitations annuelles se produisent entre octobre et avril. Les températures sont plutôt uniformes : la température moyenne journalière (maximale et minimale) tourne autour de 11 °C - 12 °C en janvier, le mois le plus froid de l'année, alors que la température moyenne journalière (maximale et minimale) tourne autour de 25 °C - 26 °C en juillet - août, les mois les plus chauds de l'année. Les étés sont longs et ensoleillés, avec un air plutôt humide sur la côte, mais également avec des brises de mer. Parfois, le vent brûlant et desséchant venu du désert au sud du pays, communément appelé sirocco, peut souffler : il franchit les montagnes avant d'atteindre la côte et est responsable d'une chute de l'humidité relative, d'une augmentation brutale des températures maximales, et y est souvent chargé de particules fines comme le sable ou la poussière. Ce vent est le plus fréquent au printemps et en automne.
Exemples :
| Mois                                | jan. | fév. | mars | avril | mai  | juin | jui. | août | sep. | oct. | nov. | déc.  | année |
| ----------------------------------- | ---- | ---- | ---- | ----- | ---- | ---- | ---- | ---- | ---- | ---- | ---- | ----- | ----- |
| Température minimale moyenne (°C)   | 5,9  | 6,4  | 7    | 9     | 12   | 15,6 | 18,5 | 19,1 | 17,1 | 13,7 | 9,6  | 7     | 11,7  |
| Température moyenne (°C)            | 11,3 | 11,9 | 12,8 | 14,7  | 17,7 | 21,3 | 24,6 | 25,2 | 23,2 | 19,4 | 15,2 | 12,1  | 17,4  |
| Température maximale moyenne (°C)   | 16,5 | 17,3 | 18,5 | 20,4  | 23,5 | 27   | 30,6 | 31,2 | 29,2 | 25,1 | 20,7 | 17,2  | 23,1  |
| Précipitations (mm)                 | 80   | 81,8 | 73,4 | 61,1  | 39,9 | 16,7 | 4,6  | 7,4  | 34,2 | 76   | 96,4 | 115,2 | 686,6 |
| Nombre de jours avec précipitations | 11,4 | 10,6 | 9,7  | 9,1   | 7,3  | 2,5  | 1,5  | 2,5  | 5,3  | 8,6  | 11,1 | 12,1  | 91,7  |

| Mois                              | jan. | fév. | mars | avril | mai  | juin | jui. | août | sep. | oct. | nov. | déc. | année |
| --------------------------------- | ---- | ---- | ---- | ----- | ---- | ---- | ---- | ---- | ---- | ---- | ---- | ---- | ----- |
| Température minimale moyenne (°C) | 5,1  | 6,5  | 8,1  | 10    | 13,2 | 16,9 | 19,4 | 20,1 | 17,7 | 14   | 9,5  | 6,7  | 12,27 |
| Température moyenne (°C)          | 10,9 | 12,1 | 13,9 | 15,8  | 18,6 | 22,3 | 25   | 25,9 | 23,4 | 19,6 | 15,1 | 12,2 | 17,9  |
| Température maximale moyenne (°C) | 16,6 | 17,7 | 19,7 | 21,5  | 23,9 | 27,7 | 30,5 | 31,6 | 29   | 25,2 | 20,6 | 17,7 | 23,48 |
| Précipitations (mm)               | 43,6 | 44,4 | 35   | 29,6  | 27,2 | 3,8  | 1,8  | 2,7  | 13,2 | 24,8 | 55,5 | 45,2 | 326,8 |

Dans la partie centrale et méridionale, dans le vaste désert algérien, le climat est typiquement désertique, caractérisé par la chaleur et la sécheresse toute l'année, ce qui contribue à une aridité très prononcée. L'été est torride, long ou très long dans l'ensemble du territoire saharien mais la chaleur annuelle moyenne augmente généralement en allant de plus en plus au sud; en hiver, la région la plus chaude est située loin dans le sud, où pendant les journées hivernales, la température maximale reste autour de 25 °C - 28 °C en janvier, alors qu'en été, la zone la plus torride se situe entre les latitudes 24° et 30° Nord où les températures maximales moyennes tournent autour de 44 °C - 48 °C en juillet - août avec des pics de 50 °C - 53 °C à l'ombre, notamment dans le « triangle de feu », zone délimitée par Adrar - Reggane - In Salah, alors que l'extrême sud est parfois touché par des ramifications de la mousson d'Afrique de l'Ouest, qui apporte quelques passages nuageux et des averses occasionnelles, d'où la baisse relative de température. La chaleur devient écrasante dès le mois d'avril et le reste jusqu'au mois d'octobre. Cette région est une des régions les plus chaudes du monde en été. À Biskra, au niveau de la lisière la plus septentrionale du désert, les températures moyennes maximales sont seulement de 41 - 42 °C en juillet - août avec, cependant, des pics de 48 °C - 52 °C lors des invasions d'air surchauffé venu du sud. Les précipitations sont extrêmement rares dans l'ensemble du désert, en dessous de 50 mm dans un peu plus de 90 % sa superficie pour atteindre un maximum de 120 mm à Biskra et pour un minimum inférieur à 10 mm dans le Tanezrouft, un désert absolu faisant partie des plus chauds, des plus arides et des plus inhospitaliers de la planète; elles surviennent généralement sous forme d'averses brèves et fortes, et sont susceptibles de se produire durant l'hiver dans la frange septentrionale mais en été dans la frange méridionale. Le ciel est par définition clair dans le Sahara, surtout dans les régions centrales où la nébulosité descend très bas.
Exemples : 
| Mois                              | jan. | fév. | mars | avril | mai  | juin | jui. | août | sep. | oct. | nov. | déc. | année |
| --------------------------------- | ---- | ---- | ---- | ----- | ---- | ---- | ---- | ---- | ---- | ---- | ---- | ---- | ----- |
| Température minimale moyenne (°C) | 6,1  | 7,9  | 11,7 | 16,5  | 20,2 | 26,6 | 28,1 | 27,9 | 25,3 | 18,1 | 11,4 | 7,2  | 17,4  |
| Température moyenne (°C)          | 11,5 | 13,6 | 17,6 | 21,3  | 25,8 | 32,1 | 34,5 | 34,2 | 30   | 23,2 | 16,8 | 12,9 | 22,84 |
| Température maximale moyenne (°C) | 16,9 | 19,2 | 23,4 | 26,1  | 31,3 | 37,6 | 40,9 | 40,4 | 34,7 | 28,2 | 22,1 | 18,5 | 28,28 |
| Précipitations (mm)               | 17,4 | 10,2 | 13,6 | 13,1  | 11,1 | 5,1  | 1,7  | 5,7  | 10,4 | 11,3 | 20,1 | 9,1  | 128,8 |

| Mois                              | jan. | fév. | mars | avril | mai  | juin | jui. | août | sep. | oct. | nov. | déc. | année |
| --------------------------------- | ---- | ---- | ---- | ----- | ---- | ---- | ---- | ---- | ---- | ---- | ---- | ---- | ----- |
| Température minimale moyenne (°C) | 4,3  | 7,6  | 11,3 | 15    | 20   | 24,6 | 27,9 | 27,6 | 23,5 | 18,8 | 10,4 | 5,2  | 16,35 |
| Température moyenne (°C)          | 11   | 14,4 | 19,3 | 24    | 28,6 | 33   | 36   | 35,7 | 32,1 | 27,2 | 18,5 | 12   | 24,68 |
| Température maximale moyenne (°C) | 17,7 | 21,2 | 27,3 | 33    | 37,1 | 41,4 | 44,1 | 43,7 | 40,6 | 35,5 | 26,6 | 18,8 | 32,25 |
| Précipitations (mm)               | 3,1  | 1,9  | 1,6  | 2,4   | 2,3  | 0,4  | 0,5  | 1,1  | 1,9  | 8,6  | 6,7  | 6,1  | 36,6  |

| Mois                              | jan. | fév. | mars | avril | mai  | juin | jui. | août | sep. | oct. | nov. | déc. | année |
| --------------------------------- | ---- | ---- | ---- | ----- | ---- | ---- | ---- | ---- | ---- | ---- | ---- | ---- | ----- |
| Température minimale moyenne (°C) | 7,2  | 9,6  | 14,2 | 18,1  | 23,3 | 27,5 | 30,6 | 30,2 | 26,7 | 21,3 | 13,1 | 8,9  | 19,28 |
| Température moyenne (°C)          | 14,7 | 17,2 | 22,4 | 26,6  | 31,4 | 35,7 | 38,5 | 37,8 | 34,3 | 28,8 | 20,6 | 16   | 27,05 |
| Température maximale moyenne (°C) | 22,2 | 24,9 | 30,5 | 35,2  | 39,6 | 43,8 | 46,4 | 45,3 | 41,9 | 36,2 | 28   | 23,2 | 34,83 |
| Précipitations (mm)               | 3,7  | 3,5  | 1,2  | 1,6   | 0,5  | 0,1  | 0    | 0,5  | 0,2  | 1,2  | 0,5  | 2,7  | 15,7  |
| Humidité relative (%)             | 41,3 | 35   | 27,2 | 22,8  | 17,9 | 13,1 | 11,9 | 12,4 | 16,2 | 23,5 | 30,9 | 41,9 | 24,51 |

| Mois                              | jan. | fév. | mars | avril | mai  | juin | jui. | août | sep. | oct. | nov. | déc. | année |
| --------------------------------- | ---- | ---- | ---- | ----- | ---- | ---- | ---- | ---- | ---- | ---- | ---- | ---- | ----- |
| Température minimale moyenne (°C) | 11,4 | 13,6 | 16,8 | 20,7  | 24,8 | 28,6 | 28,4 | 27,8 | 26,6 | 22,6 | 17   | 12,7 | 20,92 |
| Température moyenne (°C)          | 18,7 | 21,4 | 24,7 | 28,8  | 32,6 | 36,3 | 35,8 | 35,1 | 34,1 | 29,8 | 24,2 | 19,9 | 28,46 |
| Température maximale moyenne (°C) | 26   | 29,3 | 32,7 | 37    | 40,4 | 43,9 | 43,1 | 42,3 | 41,5 | 37,1 | 31,5 | 27,1 | 35,99 |
| Précipitations (mm)               | 0    | 0    | 0    | 0,9   | 1,1  | 2,2  | 5,8  | 15,9 | 10,1 | 2,1  | 0    | 0    | 38,1  |

Dans la vaste zone désertique algérienne, il existe aussi quelques massifs montagneux, notamment le Hoggar, dont le point le plus élevé est situé à 2 908 m d'altitude. Là-bas, le climat y est également désertique, mais avec des précipitations légèrement moins rares et des températures évidemment plus modérées qu'aux environs de basse altitude. La ville de Tamanrasset, à 1 400 m d'altitude, possède un climat très sain, très sec et très ensoleillé tout au long de l'année mais « tempéré » par l'altitude; en hiver, les nuits sont très fraîches mais les journées sont agréablement chaudes alors qu'en été, la chaleur est intense en journée bien que les températures moyennes maximales des mois les plus chauds s'arrêtent à 35 °C - 36 °C avec des pics de 40 °C.
Exemples : 
| Mois                              | jan. | fév. | mars | avril | mai  | juin | jui. | août | sep. | oct. | nov. | déc. | année |
| --------------------------------- | ---- | ---- | ---- | ----- | ---- | ---- | ---- | ---- | ---- | ---- | ---- | ---- | ----- |
| Température minimale moyenne (°C) | 5,3  | 7,9  | 11   | 15,5  | 19,8 | 22,6 | 22,7 | 22,2 | 20,5 | 16,6 | 10,8 | 6,8  | 14,86 |
| Température moyenne (°C)          | 12,8 | 15,3 | 18,2 | 22,5  | 26,4 | 29   | 28,9 | 28,5 | 27,7 | 23,2 | 17,5 | 13,9 | 21,82 |
| Température maximale moyenne (°C) | 20,3 | 22,6 | 25,4 | 29,5  | 33   | 35,4 | 35,2 | 34,8 | 33,9 | 29,9 | 24,3 | 21   | 28,78 |
| Précipitations (mm)               | 1,3  | 1,3  | 2,6  | 1,8   | 6,2  | 3,9  | 4,8  | 5,6  | 8,3  | 3,2  | 2,1  | 1,8  | 42,9  |
| Humidité relative (%)             | 24,1 | 22,2 | 19,3 | 19,2  | 19,8 | 20   | 20,2 | 21,8 | 24   | 27,9 | 28,1 | 27,3 | 22,82 |

## Températures

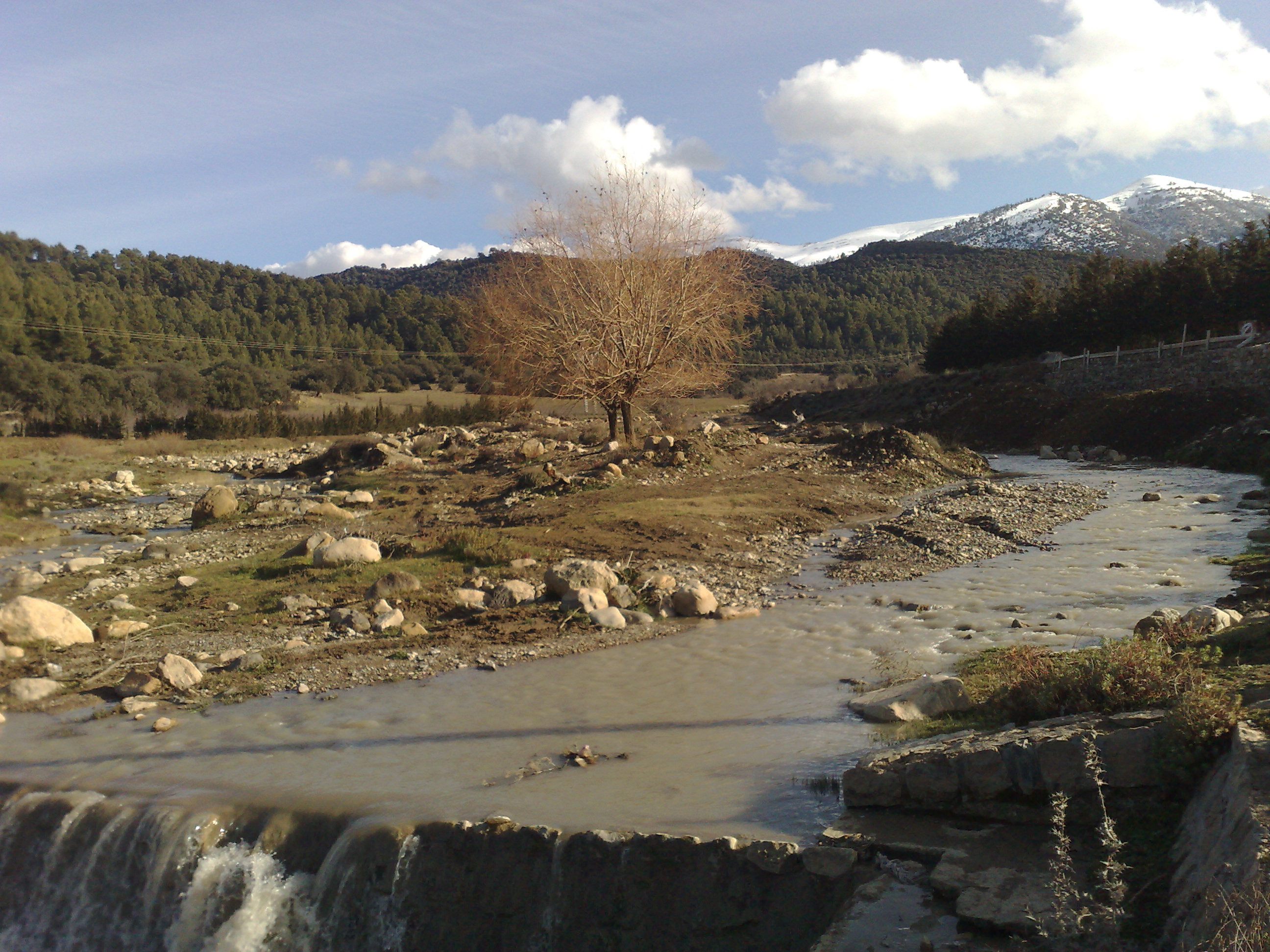
La forêt de Bouhmama (Chélia), Aurès

Les températures sont variables entre le jour et la nuit, et entre l'été et l'hiver dans le Sahara. Le thermomètre indique des variables entre plus de 50 °C au maximum lors des journées estivales et moins de 0 °C au minimum lors des nuits hivernales. Par contre, le Nord bénéficie  d'un climat méditerranéen. En été, les températures sont élevées.
Les températures moyennes mensuels se situent entre 25 °C et  11 °C.
Au nord, dans  les villes côtières, les températures  hivernales varient entre 8 °C et 15 °C. Elles grimpent à 25 °C au mois de mai pour atteindre une moyenne de 28 °C à 38 °C en juillet et août (28 °C à Skikda, 29,5 °C à Alger). Toujours au Nord, dans les montagnes de Kabylie, la température avoisine les 3 °C voire −7 °C en hiver. La neige y est fréquente en hiver.
Au centre et à l'ouest, dans les hauts plateaux de la région de Djelfa, la température estivale varie de 30 °C à 38 °C.
Dans l'est, la zone des Aurès, les hivers sont très froids, la température atteint parfois les −18 °C sous abri. 
Les étés sont très chauds. Le thermomètre affiche parfois 50 °C à l'ombre. Les variations de température sont très importantes dans cette région du monde. La température estivale varie de 30 °C à 38 °C.

## Précipitations

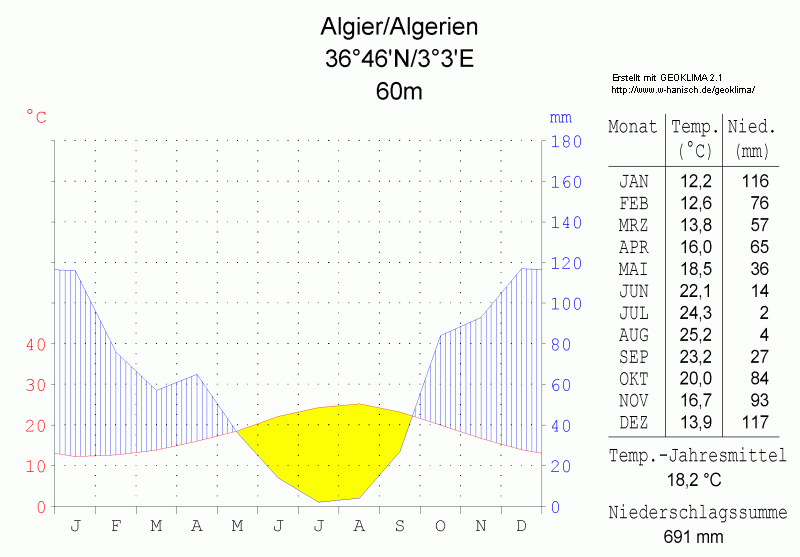
(température et précipitations de l'année)

Le Tell, au nord du pays, possède  un climat méditerranéen, les étés sont chauds et secs et les  hivers sont doux et pluvieux et parfois enneigé. Cette zone est la  plus humide d'Algérie, elle est caractérisée par des précipitations annuelles qui  varient entre 400 et 1 000 mm d'eau.
Dans les Aurès, la quantité de pluie indique 100 mm de moyenne annuelle . 
Cependant, des pluies diluviennes sont constatées dans les Aurès. Les dégâts causés par des crues peuvent être considérables surtout dans la Wilaya de Batna.
Les régions présahariennes et sahariennes sont caractérisées par un climat très aride et pratiquement dénué de toute pluie. Dans la zone présaharienne, qui ne correspond pas encore au Sahara lui-même, les précipitations moyennes annuelles indiquent entre 100 mm et 150 mm. Cependant, la zone saharienne connaît des moyennes annuelles descendant en dessous de 10 mm dans les régions les plus arides. Cependant, des pluies diluviennes sont constatées en Algérie dans plusieurs villes. Les dégâts sont considérables. En 2008, la ville de Ghardaïa, qui fait partie du patrimoine mondial, a été inondée par une grande quantité de pluie diluvienne.
Les précipitations annuelles enregistrées dans les hauts Plateaux et dans l'Atlas saharien ne dépassent pas la quantité  200 à 400 mm de pluie.

## Facteur vent
Les vents sont très variables au Nord et au Sud. Les forces éoliennes ne dépassent pas les 120 km/h. Au Sud, Ils déplacent chaque année entre 60 et 200 millions de tonnes  de poussières  dans l'air.  ils soulèvent  de 10 à 20  millions de tonnes de sable.
En été, le sirocco, un vent très sec et très chaud (dit le Chehili ou chili), se dirige  du sud vers le nord.